# 张家口交通
张家口市紧邻中华人民共和国的首都北京，是沟通北京乃至整个东部地区和蒙古、西部地区的重要交通枢纽，具有重要的战略意义，截止2007年年中全市公路通车里程达到1.95万公里，位居河北省第一。

## 城市道路
2007年4月已开始建设环城快速路，预计整个工程将于2008年底全线竣工。这一工程一旦完工，将从根本上缓解张家口主城区内车多人多、路少路窄的矛盾给交通带来的巨大压力。
|  |

## 航空
在主城区南部9公里处设有张家口宁远机场，为国内支线机场。原为军用机场，2013年6月17日，民航航班正式通航。

## 铁路交通
境内有京包铁路（京張鐵路为其中一段，于1909年建成，是中国首条不使用外国资金及人员，由中国人自行完成，投入营运的铁路。詹天佑是建设铁路的总工程师，后兼任京张铁路局总办）、丰沙铁路、沙蔚铁路、大秦铁路，另外宣庞铁路、宣烟铁路通矿区。另有2019年12月30日通车的京张城际铁路、大张客运专线、呼张客运专线、崇礼铁路等高速铁路。

## 公路交通
境内有109国道、110国道、112国道、207国道、234国道、239国道、335国道、510国道、511国道、512国道等，还有京藏高速公路、京新高速公路、京蔚高速公路、首都环线高速公路、张石高速公路、张承高速公路、海张高速公路、二秦高速公路、宣大高速公路、延崇高速公路、张尚高速公路等多条高速位于市境内。截至2022年9月底，张家口市的高速公路通车总里程为1346公里，位居河北省第一。

## 公共交通

### 公共汽车
城区现有公共交通线路22条，各公交线路及主要车站名称为：
另外，张家口境内有880、880快车、898和899四条公交线路可直接进入北京市。2023年9月，张家口市通过交通部验收，入选为国家公交都市建设示范城市。

### 出租车
张家口城区现有具备正规手续的出租车2700多辆， 每天运送乘客约5万人次。大部分出租车为两厢或三厢银绿涂装一汽，除此之外还有少量其他车型。

## 公路长途交通

### 发往坝上各县客车
- 张家口市——张北县
- 张家口市——康保县
- 张家口市——尚义县
- 张家口市——沽源县

### 发往坝下各县客车
- 张家口市——崇礼县
- 张家口市——万全县
- 张家口市——蔚  县
- 张家口市——涿鹿县
- 张家口市——阳原县
- 张家口市——怀安县
- 张家口市——赤城县
- 张家口市——怀来县

### 发往省内各市客车
- 张家口——唐山
- 张家口——石家庄
- 张家口——保定
- 张家口——衡水

### 发往省际各市客车
- 张家口——北京
- 张家口——天津
- 张家口——大同
- 张家口——商都
- 张家口——化德
- 张家口——多伦
- 张家口——锡林浩特
- 张家口——宝昌
- 张家口——二连浩特
- 张家口——哈巴嘎